# Lijst van oorlogsmonumenten in Oudewater
De Nederlandse gemeente Oudewater heeft vijf oorlogsmonumenten, namelijk het monument aan de Waardsedijk van de kunstenaar Polet (het staat bij de ingang van de Rooms-katholieke begraafplaats Oudewater), twee Nederlandse oorlogsgraven en drie Stolpersteine.
| Nr.  | Object                      | Herdachte groep | Ontwerper     | Onthulling       | Type      | Locatie                                         | Plaats    | Coördinaten                  | Foto                    |
| ---- | --------------------------- | --- | ------------- | ---------------- | --------- | ----------------------------------------------- | --------- | ---------------------------- | ----------------------- |
| 1248 | Monument aan de Waardsedijk | geallieerde - en Nederlandse militairen, verzet Nederland, Joodse oorlogsslachtoffers, dwangarbeiders, burgerslachtoffers | G. Polet      | 30 augustus 1945 | zuil      | Waardsedijk                                     | Oudewater | 52° 1' 14" NB, 4° 52' 38" OL | Meer afbeeldingen       |
|      | Nederlands grafmonument     | Verzet Nederland, Graf van Dirk Hogendoorn                                                                                |               |                  | graf      | Hervormde Begraafplaats, Waardsedijk 106        | Oudewater | 52° 1' 16" NB, 4° 52' 36" OL | Nederlands grafmonument |
|      | Nederlands grafmonument     | Verzet Nederland, Graf van Peter Frans van den Ende                                                                       |               |                  | graf      | Rooms Katholieke Begraafplaats, Waardsedijk 211 | Oudewater | 52° 1' 14" NB, 4° 52' 37" OL | Nederlands grafmonument |
|      | commonwealth grafmonument   | geallieerde militairen |               |                  | graf      | Hervormde Begraafplaats, Waardsedijk 106        | Oudewater | 52° 1' 16" NB, 4° 52' 36" OL | Meer afbeeldingen       |
|      | Nederlands grafmonument     | Dwangarbeiders, collectief graf                                                                                           |               |                  | graf      | Rooms Katholieke Begraafplaats, Waardsedijk 211 | Oudewater | 52° 1' 14" NB, 4° 52' 35" OL | Nederlands grafmonument |
|      | Stolpersteine               | vervolgden Nederland | Gunter Demnig |                  | plaquette | Zie Stolpersteine in Oudewater                  | Oudewater |                              | Stolpersteine           |

Amersfoort ·
Baarn ·
Bunnik ·
Bunschoten ·
De Bilt ·
De Ronde Venen ·
Eemnes ·
Houten ·
IJsselstein ·
Leusden ·
Lopik ·
Montfoort ·
Nieuwegein ·
Oudewater ·
Renswoude ·
Rhenen ·
Soest ·
Stichtse Vecht ·
Utrecht ·
Utrechtse Heuvelrug ·
Veenendaal ·
Vijfheerenlanden ·
Wijk bij Duurstede ·
Woerden ·
Woudenberg ·
Zeist